# Доктор богословия
До́ктор богосло́вия (D.D., лат. Divinitatis Doctor, англ. Doctor of Divinity, англ. Theology Doctor, ThD, англ. Doctor of Theology, ThD) — учёная степень в области богословия. Исторически давала право преподавать в университете христианское богословие и смежные предметы.

## Великобритания
В Великобритании степень доктора богословия — англ. Doctor of Divinity (D.D.) — традиционно является самой престижной из докторских степеней степенью «Доктора Университета», примерно соответствующей российской степени доктора наук. Её не следует смешивать со степенью доктора теологии (англ. Theology Doctor, ThD, D.Theol. — первоначальный докторат, присваиваемый за исследования, и примерно соответствующий российской степени кандидата наук, в данном случае — богословия. 
Далее по важности следуют степени доктора права (лат. Legum Doctor) (или доктор гражданского права — англ. Doctor of Civil Law), доктора медицины (лат. Medicinæ Doctor), доктора гуманитарных наук (лат. Litterarum Doctor), доктора естественных наук (лат. Scientiæ Doctor) и доктора музыки. Своим высоким статусом степень Divinitatis Doctor обязана традиционной связи британских университетов с христианской церковью. По мере секуляризации университетов в XX веке степень Divinitatis Doctor утрачивает своё прежнее значение, хотя официально всё ещё является высшей докторской степенью в английских университетах в Оксфорде, Кембридже, Дареме, а также в шотландских университетах св. Андрея, Глазго, Абердина.

## США
В США степень Divinitatis Doctor чаще всего даётся honoris causa. В США не существует системы «высших докторских степеней» (англ. higher doctorates), поэтому высшие степени в академическом богословии — доктор философии и доктор богословия (англ. Doctor of Theology) или доктор священного богословия/доктор священной теологии (лат. Sacrae Theologiae Doctor, S.T.D., англ. Doctor of Sacred Theology).
Другие докторские степени в области богословия — доктор библеистики (англ. Doctor of Biblical Studies), доктор прикладного богословия (англ. Doctor of Practical Theology), доктор служения (англ. Doctor of Ministry).

## Российская империя
В Российской империи учёные степени в духовных учебных заведениях были учреждены в начале XIX века.
Доктором богословия мог стать магистр академии. Для получения степени доктора магистр должен был написать сочинение на латинском или русском языке, которое вносилось в конференцию в установленном порядке. Сочинение должно было состоять: «a) или из ответа на одну какую-нибудь из задач, конференцией предложенных к разрешению; b) или из открытия новых способов улучшить которую-нибудь из наук к духовной учёности относящихся: c) или из произвольно избранного сочинителем содержания, которое может иметь особенное влияние на пользу церкви».

«Пространство предложенного сочинения достаточным, а достоинство онаго уважительным признается: а) когда сочинитель обдумал избранный им или от конференции назначенный ему предмет со всех возможных сторон: b) когда столько написал об оном, сколько должно было написать; с) когда таким точно слогом изъяснился, какой сроден сущности предмета».

Устав также определял, что звание доктора не должно даваться за: «a) За переводы. b) За проповеди, разве бы кто постоянным упражнением в сем роде, и чистотой христианского учения, отличился особенно и заслужил общее одобрение. c) За сочинение, без особливого труда выбранные из других книг отечественных, или иностранных». В Уставе были прописаны нравственные требования к претендентам на звание доктора.

«Никакое совершенство сочинения не должно доставить звания доктора тому, кто чистым и неукоризненным образом жизни не засвидетельствовал о себе вышнего звания быть учителем христианским. Конференция всемерно должна стараться иметь о сем верные сведения».

Имя автора сочинения по возможности сохранялось в тайне до тех пор, пока не дадут оценку сочинению все участвующие в этой процедуре.

## Современное использование
Степень Divinitatis Doctor чаще всего даётся honoris causa людям, чьи выдающиеся труды связаны с религией. В большинстве англоязычных университетов студенты, защитившие диссертацию на соискание докторской степени, получают степень доктора богословия (Doctor of Theology), а не Divinitatis Doctor. Согласно мнению Национального научного фонда США, степень Doctor of Theology эквивалентна в настоящее время степени доктора философии.

## В России
В настоящее время на территории Российской Федерации присуждение учёной степени «доктор богословия» не относится к компетенции Высшей аттестационной комиссии при Министерстве образования и науки Российской Федерации.
В соответствии с действующим законом «Об образовании в Российской Федерации» богословские степени и богословские звания имеют юридическую силу и учитываются для целей лицензирования и государственной аккредитации.
В России и на Украине степени доктора богословия присуждается в следующих образовательных организациях:
- Московская духовная академия
- Общецерковная аспирантура и докторантура имени святых равноапостольных Кирилла и Мефодия — совместная программа с западными университетами с присуждением степени «Доктор теологии II степени» или «англ. Doctor of Divinity» (в европейской классификации)
- Киевская духовная академия
- Славяно-греко-латинская академия — совместная программа с западными университетами с присуждением степени «Доктора богословия англ. Doctor of Theology»
- Православный Свято-Тихоновский гуманитарный университет — только «Кандидат богословия».

### Законодательство РФ о богословских степенях
11 октября 2015 года в России был принят Паспорт научной специальности по направлению теология, предполагающий защиту кандидатских и докторских диссертаций по данному направлению. Начиная с 2017 года степень кандидата и доктора теологии в Российской Федерации стала официальной.
Вместе с тем, согласно Закону об образовании в Российской Федерации, Положений об лицензировании образовательной деятельности и государственной аккредитации, Федеральным образовательным стандартам по направлению теология — богословские степени и богословские звания, присуждённые и (или) признанные на территории Российской Федерации или за рубежом признаются. Присуждение и (или) признание богословских степеней на территории Российской Федерации законодательно не регламентировано, в связи с чем де-юре и де-факто признаются богословские степени, присуждённые за рубежом и подтверждённые Апостилем, государства выдавшего богословскую степень (Doctor of Divinity и Doctor of Theology). Также де-факто признаются богословские степени выданные образовательными организациями, принимающими защиту богословских степеней в рамках дополнительного образования, однако в рамках действующего законодательства, они могут быть легитимны в статусе почётной степени Honoris Causa по богословию.
Таким образом в России существует две системы степеней: по богословию и по теологии (ВАК), которые законодательство в области образования РФ почему-то разделяет.
В номенклатуре научных специальностей Высшей аттестационной комиссии отсутствует такая специальность, по которой могут быть присуждены учёные степени доктора и кандидата наук, как "богословие".
Ст. 5 "Религиозное образование" Федерального закона "О свободе совести и религиозных объединениях" не предполагает возможности научной аттестации религиозными организациями.
Вместе с тем, государственный Апостиль может быть поставлен только на дипломы по теологии (ВАК); степени по богословию, присуждённые  религиозными образовательными организациями (духовные академии и семинарии) в РФ апостилированы не могут быть, поскольку для апостилирования принимаются только документы о присуждении степени государственного образца.
Соответственно в России могут быть признаваемыми богословские учёные степени и звания присуждённые в зарубежных университетах при соответствующей государственной легализации (апостилирование).